# Ugra Ski Marathon
Ugra Ski Marathon – długodystansowy bieg narciarski, rozgrywany co roku w styczniu, w centralnej Rosji, w Chanty-Mansyjsku. Organizowany jest od 2013 roku, zarówno dla mężczyzn jak i kobiet. Trasa biegu liczy 50 km, rozgrywany jest techniką dowolną. Od 2014 roku bieg ten należy do cyklu FIS Worldloppet Cup (wcześniej FIS Marathon Cup). Pierwszy bieg w tym rejonie rozegrano już w 1933 roku, jednak dopiero od 2013 roku bieg organizowany jest corocznie. W tym samym roku bieg został częścią serii Euroloppet.
W 2015 roku Białorusinka Kaciaryna Rudakowa została pierwszą zawodniczką, która obroniła tytuł sprzed roku.

## Lista zwycięzców
| Rok  | Mężczyźni                                | Kobiety                                  |
| ---- | ---------------------------------------- | ---------------------------------------- |
| 2020 | Bieg odwołany z powodu pandemii COVID-19 | Bieg odwołany z powodu pandemii COVID-19 |
| 2019 | Jewgienij Dementiew                      | Maria Gräfnings                          |
| 2018 | Aleksandr Bolszunow                      | Olga Cariewa                             |
| 2017 | Siergiej Ustiugow                        | Olga Roczewa                             |
| 2016 | Toni Livers                              | Julija Tichonowa                         |
| 2015 | Toni Livers                              | Kaciaryna Rudakowa                       |
| 2014 | Aleksiej Iwanow                          | Kaciaryna Rudakowa                       |
| 2013 | Aleksandr Legkow                         | Natalja Makowiejewa                      |